# Aloys y Alfons Kontarsky

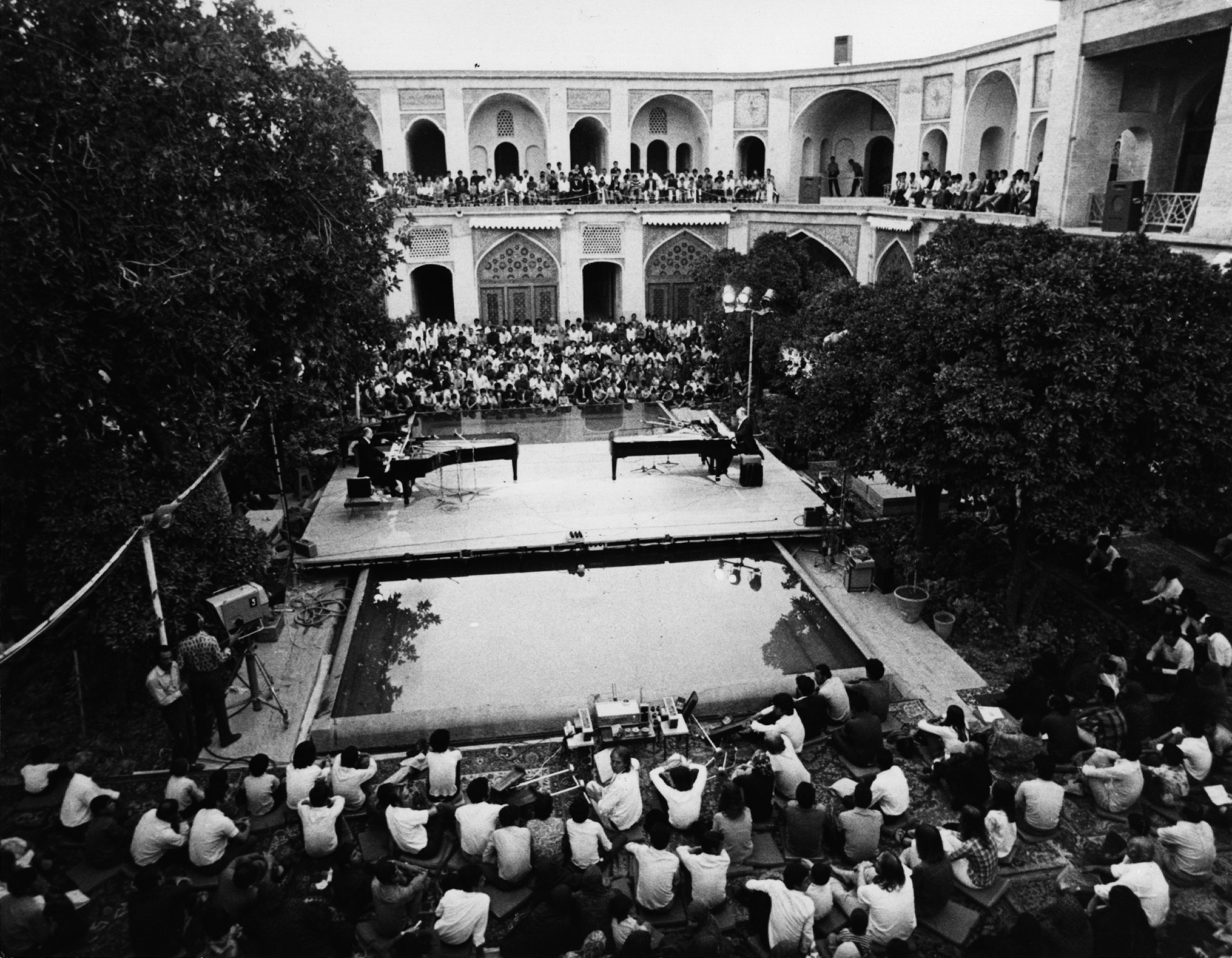
Los Kontarskys interpretando la obra de Stockhausen, Mantra en el Festival de las Artes de Shiraz, Irán, el 2 de septiembre de 1972. El compositor en la mesa de mezclas, en primer plano centro.

Aloys (14 de mayo de 1931 – 22 de agosto de 2017) y Alfons (9 de octubre de 1932 – 5 de mayo de 2010) Kontarsky eran un dúo de pianistas hermanos que estabieron asociados con un importante número de estrenos mundiales de obras contemporáneas.
Tenían una gran reputación internacional para la interpretación de la música moderna para dos pianistas, a pesar de que también interpretaban el repertorio estándar y a veces tocaban por separado. Eran ocasionalmente acompañados por su hermano menor Bernhard en actuaciones de piezas para tres pianos. Después de sufrir un accidente cerebrovascular en 1983, Aloys tuvo que retirarse de la interpretación.

## Trayectoria
Los hermanos Kontarsky nacieron en Iserlohn. Aloys recibió lecciones de Franz Hanemann. Luego estudió en Colonia y Hamburgo con Else Schmitz-Gohr, y con Eduard Erdmann en Hamburgo.
Su primer concierto público fue en 1949, en el que tocaron el Concierto para dos pianos de Stravinsky. En 1955 formaron su dúo de pianos "Klavierduo Kontarsky" y se presentaron regularmente desde 1959 hasta que Aloys quedó paralizado en 1983 como resultado de dos embolias. En 1955, ganaron el primer premio para dúo de piano en el cuarto Concurso Internacional de Música de Radio Alemana.
Desde 1962, Aloys y Alfons fueron instructores en los Cursos de Verano Internacionales de Darmstadt para la Nueva Música. Aloys también fue miembro del Ensemble de Cámara Internacional de Darmstadt. Desde 1963, Aloys fue instructor en los Cursos de Colonia para la Nueva Música. Alfons fue miembro de la Academia Bávara de Bellas Artes y del Deutscher Musikrat (Consejo de la Música Alemana, miembro del Consejo Internacional de la Música) y desempeñó cátedras de música en las Universidades en Colonia, Munich y el Salzburgo Mozarteum. En 1965 Aloys formó un dúo con el violonchelista Siegfried Palm.
Como un dúo de pianos, los hermanos dieron las primeras ejecuciones de obras de Luciano Berio, Sylvano Bussotti, Mauricio Kagel, Karlheinz Stockhausen, Henri Pousseur, Luis de Pablo, y Bernd Alois Zimmermann. Hicieron frecuentes giras por países de Europa Occidental, Oriente Medio y las Américas, y también aparecieron en Australia y en dos viajes en el Sur de África. Sus grabaciones son numerosas, e incluyen la Sonata para Dos Pianos y Percusión de Bartók, el Mantra de Stockhausen, supervisado por el compositor, editado en LP por Deutsche Grammophon y reeditado en CD 16 en la Edición Completa de Stockhausen Edición, y Estructuras para dos pianos de Pierre Boulez. Igualmente grabaron el repertorio estándar. Su faceta más tradicional, incluye de Brahms las Danzas húngaras y de Schubert la Fantasía en fa menor, D. 940. También aparecen en la banda sonora de la película de 1990 Henry & June, tocando una obra de Debussy, la Petite Suite.
Sus alumnos incluyeron a: York Höller, Steffen Schleiermacher, Christine Gerwig y Efraín González Ruano, Anna Haas-Niewiedział y Piotr Niewiedział, Douglas Nemish y Dominique Morel, Elena Hammel y Laura Sánchez, y muchos otros. 
Alfons Kontarsky fue galardonado con la Cruz de Honor para la Ciencia y el Arte, de Primera clase de Austria en 1999.